# Aeronautica militare e difesa aerea dell'Uzbekistan
L'Aeronautica militare e difesa aerea dell'Uzbekistan, è l'aeronautica militare dell'Uzbekistan e parte integrante delle forze armate uzbeke.  È stata formata formalmente in seguito al crollo dell'Unione Sovietica nel 1991, sebbene fu effettivamente creata dal governo uzbeko nel 1992. L'Aeronautica è composta da 10.000 a 15.000 effettivi, la maggior parte dei quali russi fino al 1995.

## Storia
Durante la guerra civile in Tagikistan l'Uzbekistan fornì supporto al governo tagiko, dapprima inviando elicotteri e successivamente conducendo operazioni di close air support.
Nel 1993 attivò il suo programma di formazione per allievi e nel marzo 1994 il governo uzbeko avviò la costruzione di un'accademia a Karshi e firmò un accordo con la Russia per l'addestramento dei propri piloti. In quell'anno erano attive 13 basi.
Come conseguenza di un accordo interno alla Comunità degli Stati Indipendenti gli aeromobili dell'aeronautica uzbeka venivano forniti e manutenuti a prezzi ridotti in cambio della fornitura di componenti. Nel 2002, in concomitanza dell'operazione Enduring Freedom e di una distensione nei rapporti con gli Stati Uniti, una compagnia americana rimise in condizioni di volo ed aggiornò agli standard NATO tutti gli elicotteri uzbeki. L'opposizione della Russia e di Mil Design Bureau, che minacciarono il governo uzbeko di escluderlo dall'accordo e di non certificare le modifiche, fecero interrompere le operazioni degli USA sugli elicotteri uzbeki.

## Organizzazione
L'aeronautica uzbeka è costituita da due brigate da combattimento basate a Karshi e Jizzax, da un reggimento e uno squadrone di trasporto basati rispettivamente a Fergana e Tashkent e da due reggimenti di elicotteri basati a Bukhara e Chirchiq.
I reparti di difesa antiaerea sono concentrati nella 12ª brigata antiaerea.

## Aeromobili in uso
Sezione aggiornata annualmente in base al World Air Force di Flightglobal del corrente anno. Tale dossier non contempla UAV, aerei da trasporto VIP ed eventuali incidenti accorsi durante l'anno della sua pubblicazione. Modifiche giornaliere o mensili che potrebbero portare a discordanze nel tipo di modelli in servizio e nel loro numero rispetto a WAF, vengono apportate in base a siti specializzati, periodici mensili e bimestrali. Tali modifiche vengono apportate onde rendere quanto più aggiornata la tabella.
| Aeromobile                           | Origine        | Tipo                                             | Versione (denominazione locale) | In servizio (2024) | Note | Immagine |
| Aerei da combattimento               |                |                                                  |                                 |                    | |          |
| Sukhoi Su-27 Flanker                 | Russia         | caccia da superiorità aereaconversione operativa | Su-27Su-27UB                    | 205                | |          |
| Mikoyan-Gurevich MiG-29 Fulcrum      | Russia         | caccia da superiorità aereaconversione operativa | MiG-29MiG-29UB                  | 38                 | Secondo l’agenzia russa RIA Novosti in Uzbekistan nel 2016 erano in servizio operativo 12 MiG-29 mentre altri 18 erano in deposio. FlightGlobal riporta invece un quantitativo di 39 MiG-29 totali senza distinzione d’uso. Un MiG-29 è stato perso il 15 agosto 2021. |          |
| Sukhoi Su-25 Frogfoot                | Russia         | aereo da attacco al suoloconversione operativa   | Su-25Su-25UB                    | 13                 | |          |
| Aeromobili a pilotaggio remoto - UAV |                |                                                  |                                 |                    | |          |
| CAIG Wing Loong                      | Cina           | UAV                                              | Wing Loong I                    | 5                  | 5 Wing Loong I ordinati nel 2013. |          |
| Bayraktar TB2                        | Turchia        | UAV                                              | TB2                             | 4                  | 4 TB2 consegnati. |          |
| Aerei da trasporto                   |                |                                                  |                                 |                    | |          |
| CASA C-295                           | Spagna         | aereo da trasporto tattico                       | C-295W                          | 4                  | |          |
| Antonov An-12 Cub                    | Ucraina        | aereo da trasporto tattico                       | An-12                           | 2                  | |          |
| Antonov An-26 Curl                   | Ucraina        | aereo da trasporto tattico                       | An-26                           | 4                  | |          |
| Boeing 767                           | Stati Uniti    | aereo da trasporto VIP                           | B767-300ER                      | 1                  | 1 esemplare consegnato nel 2007. Operato da Uzbekistan Airways. |          |
| Boeing 787                           | Stati Uniti    | aereo da trasporto VIP                           | B787-8                          | 1                  | 1 esemplare consegnato nel 2020. Operato da Uzbekistan Airways. |          |
| Ilyushin Il-76 Candid                | Russia         | aereo da trasporto                               | Il-76MD                         | 3                  | |          |
| Aerei da addestramento               |                |                                                  |                                 |                    | |          |
| Aero L-39 Albatros                   | Rep. Ceca      | aereo da addestramento                           | L-39C                           | 6                  | 6 L-39C in organico sottoposti ad un programma di aggiornamento tra il 2019 ed il febbraio 2021 dalla ceca Aero Vodochody. |          |
| Elicotteri                           |                |                                                  |                                 |                    | |          |
| Mil Mi-8 Hip                         | Russia         | elicottero utility                               | Mi-8                            | 39                 | |          |
| Mil Mi-24 Hind                       | Russia         | elicottero d'attacco                             | Mi-24Mi-35M Hind-E              | 252                | Ulteriori 12 Mi-35M sono stati ordinati a novembre 2017, con consegne a partire dal 2018. Il primo di 12 Mi-35M è stato consegnato a dicembre 2019. |          |
| Airbus H125                          | Unione europea | elicottero utility                               | H125M                           | 12                 | |          |
| Airbus H215                          | Unione europea | elicottero utility                               | H215M                           | 16                 | |          |